# Dactylopteryx orientalis
Dactylopteryx orientalis är en bönsyrseart som beskrevs av Werner 1906. Dactylopteryx orientalis ingår i släktet Dactylopteryx och familjen Liturgusidae. Inga underarter finns listade i Catalogue of Life.